# (9685) Korteweg
(9685) Korteweg ist ein Asteroid des Hauptgürtels, der am 24. September 1960 von dem niederländischen Astronomenehepaar Cornelis Johannes van Houten und Ingrid van Houten-Groeneveld entdeckt wurde. Die Entdeckung geschah im Rahmen des Palomar-Leiden-Surveys, bei dem von Tom Gehrels mit dem 120-cm-Oschin-Schmidt-Teleskop des Palomar-Observatoriums aufgenommene Feldplatten an der Universität Leiden durchmustert wurden.
Der Himmelskörper gehört zur Nysa-Gruppe, einer nach (44) Nysa benannten Gruppe von Asteroiden (auch Hertha-Familie genannt, nach (135) Hertha).
Der Asteroid wurde am 5. Juli 2001 nach dem niederländischen Mathematiker Diederik Johannes Korteweg (1848–1941) benannt, der von 1881 bis 1918 eine Professur für Mathematik, Mechanik und Astronomie an der Universität Amsterdam innehatte und mit seinem Doktoranden Gustav de Vries die Korteweg-de-Vries-Gleichung entwickelte.